# Helena Scheuberin
Helena Scheuberin (1485 bl. in Innsbruck) war ein österreichisches Opfer der Hexenverfolgung. Ihr Prozess, der mit einem Freispruch endete, führte zum Malleus Maleficarum, der 1486 veröffentlicht wurde.

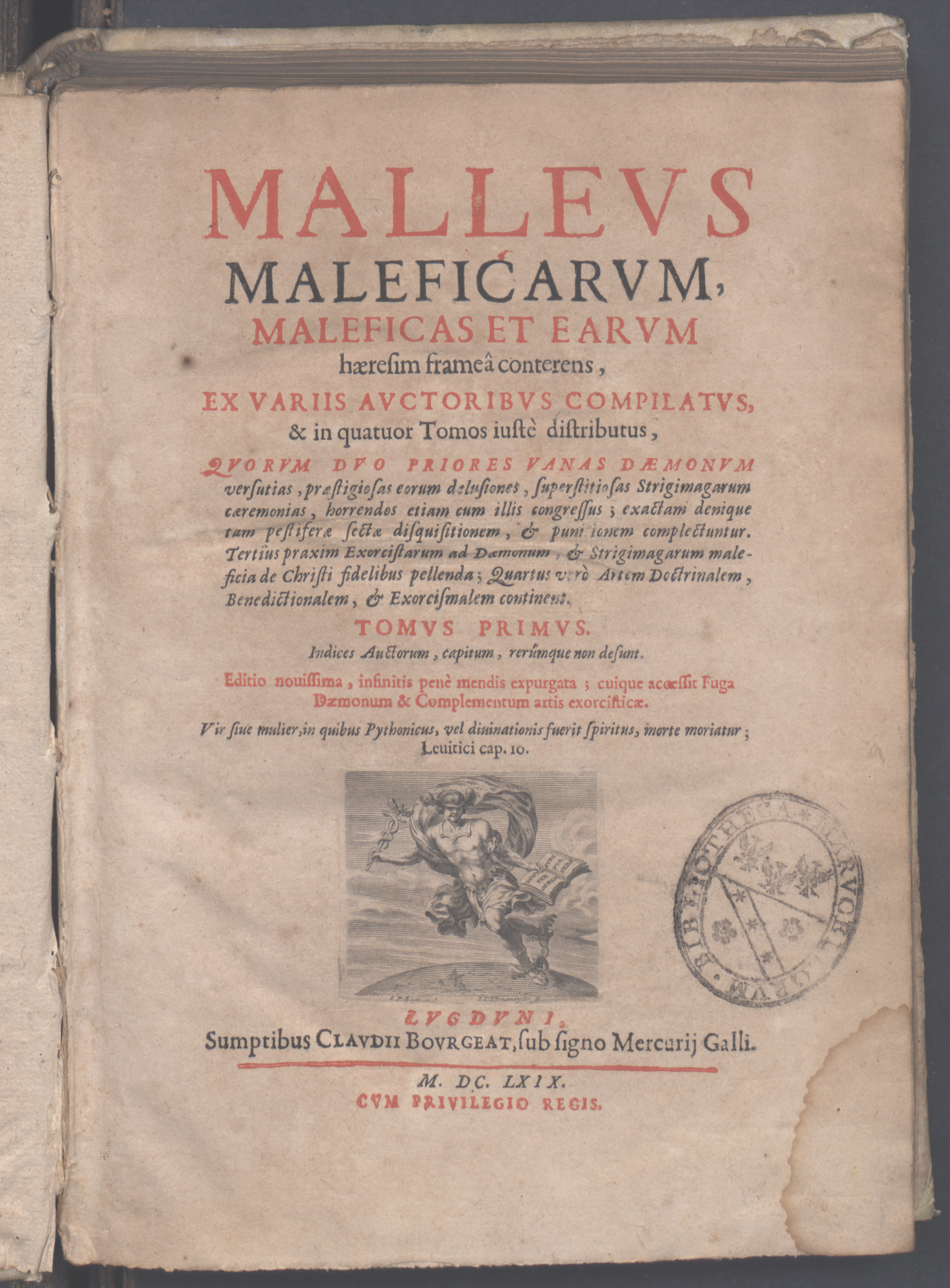
Titelseite des „Malleus maleficarum“, Lyon 1669

## Prozess
1485 wurde Helena Scheuberin in Innsbruck vor Gericht gebracht. Sie wurde angeklagt, den edlen Ritter Jörg Spiess mit Hilfe von Magie ermordet zu haben. Der Ritter war erkrankt und wurde, um nicht zu sterben, von seinem italienischen Arzt vor weiteren Besuchen bei Helena Scheuberin gewarnt.
In den Prozess wurden sechs weitere Frauen einbezogen und der Hexerei angeklagt. Mehrere Zeugen machten Angaben, aus denen sich ablesen ließ, dass sie von persönlichen Vorurteilen gegenüber den angeklagten Frauen bestimmt waren. Darüber hinaus betrachteten die Behörden damals allgemeinhin Hexerei noch als ein kleineres Vergehen, das sie nicht unbedingt mit dem Teufel in Verbindung brachten. Am Ende wurden Helena Scheuberin und die anderen sechs Frauen alle entweder freigelassen oder erhielten milde Strafen in Form von Bußauflagen.

## Historische Bedeutung
Der Inquisitor Heinrich Kramer hatte den Text der Päpstlichen Bulle Summis desiderantes affectibus (sog. Hexenbulle) entworfen, die Papst Innozenz VIII. 1484 auf sein Betreiben herausgab und die seine Rechtsprechung und Autorität als Inquisitor bestätigte. Mit der Bulle veranlasste er zahlreiche Hexenprozesse, darunter auch in Innsbruck. Als dort Vertreter aller sozialen Schichten gegen ihn protestierten, setzte Bischof Georg (II.) Golser eine Kommission ein, die Kramers Arbeit untersuchte. Als die zu einem verheerenden Ergebnis kam, befahl der Bischof, die Verfolgung einzustellen, entließ die angeklagten Frauen und hob die Urteile der Inquisition auf. Kramer wurde aufgefordert, das Land zu verlassen.
Anschließend verfasste Kramer eine Abhandlung über Hexerei, die später in eine Anweisung zur Erkennung von Hexen, den Malleus Maleficarum, einging.